# Franz Mejzr

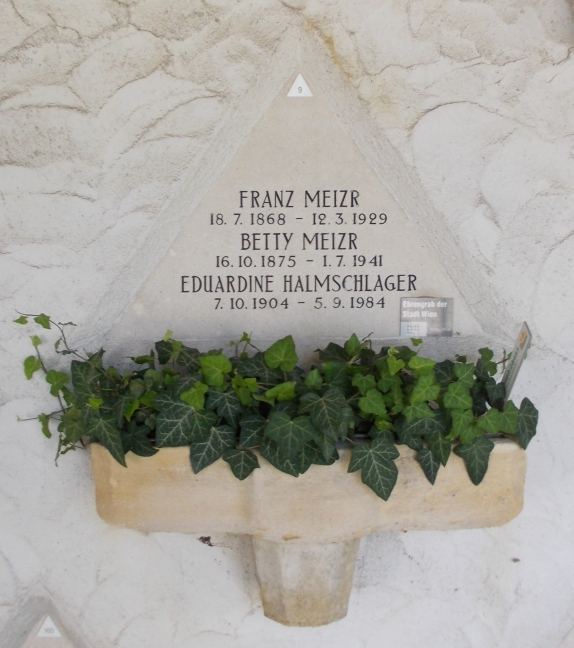
Urnengrab von Franz Mejzr

Franz Mejzr (* 18. Juli 1868 in Wien; † 12. März 1929 ebenda) war ein österreichischer Chorgründer.
Er war Direktor einer Tierfutterfabrik und gründete 1895 den Arbeiter-Sängerbund „Stahlklang“ (Arbeiter-Musikbewegung), welcher aus der Gesangs-Sektion des Bildungsvereins hervorging. Dieser sollte im kulturellen Leben des Bezirkes Simmering eine große Rolle spielen. 
Mejzr wurde in einer ehrenhalber gewidmeten Grabstelle (Abt. ALI, Nr. 9) der Feuerhalle Simmering in Wien beigesetzt.